# 500형 게이힌 큐코
1951년에 등장한 게이힌 큐코의 전후 첫 행락객전용 열차를 목적으로 제작됨. 게이힌 큐코 첫 2도어 크로스시트 열차이다.
조괘형 구동으로 1978년도의 고속화 전략에 따른 시간표 개정등으로 가속성능과 감속능력이 신형 열차에 비해 떨어져, 본선 운행의 어려움등으로 조속구간인 공항선 등에 투입되어 1986년8월에 모두 폐차되었다.

500형 열차는 번호 개정은 없었으나, 시대 변화에 요구된 개조공사를 가장 많이 투입된 열차로, 첫등장 당시의 모습과 마지막 모습의 차이가 나는 열차이다. 게이힌 큐코 열차로는 조괘형구동 열차의 마지막 열차였다.
수많은 개조작업으로 모습을 현대화 시켰음에도 불구하고 비냉방열차라는 점과 고속화 속달 열차로 개정된 시간표에 무리를 주는 조괘형구동열차의 단점으로 1986년에 폐차처리가 되었다.

## 개조
1959년에 갈색 바디에 노란 띠를 지닌 도색에서 현행 게이힌 큐코의 도색과 같은 빨간바디에 흰색 라인으로 처리되었다.
1961년에 양쪽 미등을 원형으로부터 사각형으로 처리. 1951년에 제작된 모델은 앞창문이 2단 개폐형 창문이었던 것을
밀페형 창문으로 개조하여 1952년 모델과 통일하였다. (샷시의 테두리가 커서 창문이 다소 작았다가 68년에 완전히 같은 크기로 통일됨)
1968년에 앞창문의 크기 변형하여 초대700형(600형)과 같은 넓고 센터필러를 가늘게 처리함. 빗물받이를 현대화 공사하여 위로 올림 작업하여
세련된 모습으로 처리되었다. 이때 자동행선지 표시기를 앞창문 내부에 설치.  대형 백령등의 전조등을 소형 할로겐 라이트로 개조.
2도어의 크로스 시트를 4도어 롱시트화 개조를 하여 기존 500형 열차의 모습에서 벗어났다.
앞 모습은 번호개정된 400형 과 600형과 같은 모습으로 통일 되었으나, 4량 고정편성시 일부 차량이 짧아지는 것으로 
운전석이 좁아졌으며, 옆모습은 4도어 및 롱시트화로 기존 모습에서 많이 변경되었음.
1970년에 운전석과 승무원과의 대화를 가능케 무전기 설치작업.